# Nairi Grigorian
 (juin 2014).
 (juin 2014).
Nairi Grigorian, (Նաիրի Հովհաննեսի Գրիգորյան en arménien), né le 27 janvier 1968 à Erevan, est un artiste peintre franco-arménien. Il réside à Paris.

## Biographie
Nairi Grigorian, artiste-peintre, sculpteur français d'origine arménienne, naît à Erevan le 27 janvier 1968. Il vit et travaille à Paris.
Dans son enfance, un goût prononcé pour la peinture le conduit d'abord à l'école artistique de Kodjoyan, puis en 1982 à l'école des Beaux Arts de Terlemezyan. Il continue ses études à l'académie des Beaux Arts de Erevan.
Après le tremblement de terre à Leninakan (actuellement Gyumri) en 1989, il a activement participé à la reconstruction des ornements de la bibliothèque de la ville. Depuis 1992, Naïri Grigorian expose dans plusieurs pays, et participe aux expositions internationales.
Il est membre de l'Union des artistes «Art-Crossroad» depuis 1994, l'Association internationale des artistes auprès de l'UNESCO depuis 1994 et de 1998 à 2002, de l'Association Amicale Artistes Alfortville (4A).

## Récompenses
- 2010 - Récompense «Pinceau d'argent» (Moscou, Russie)
- 2011 - Récompense du ministre de la défense d'Arménie.

## Expositions personnelles
- 1990 - Exposition personnelle «Sculpture» à «l'Union des Artistes» (Erevan, Arménie)
- 1992 - Exposition personnelle au «VII salon» d'art à Mennecy (France)
- 1992 - Exposition personnelle au musée municipal de Barbizon (France)
- 1993 - Exposition personnelle à la galerie «Krosna» (Moscou, Russie)
- 1994 - Exposition personnelle à l'ambassade de l'Allemagne (Moscou, Russie)
- 1995 - Exposition personnelle à la galerie Maloï Grouzinskoï (Moscou, Russie)
- 1995 - Exposition personnelle à la Maison Centrale de «l'Union des Artistes» (Moscou, Russie)
- 1995 - Exposition personnelle à l'ambassade du Canada (Moscou, Russie)
- 1996 - Exposition personnelle à la galerie Karina Chanchieva (Moscou, Russie)
- 1996 - Exposition personnelle «Art Moscou - 96» (Moscou, Russie)
- 1996 - Vente aux enchères Sotheby's, Hôtel «Balchouk Kimpinski» (Moscou, Russie)
- 1996 - Exposition personnelle à Zurich, Suisse
- 1996 - Foire Internationale des artistes «Arts Manège - 96» (Moscou, Russie)
- 1997 - Exposition personnelle à la Maison de «l'Union des Artistes» (Moscou, Russie)
- 1997 - Foire Internationale des artistes «Arts Manège - 97» (Moscou, Russie)
- 1997 - Exposition personnelle en Suisse (Zurich)
- 1997 - Exposition personnelle à la galerie «Plus» (Moscou, Russie)
- 1997 - Exposition personnelle à la galerie K. Chanchieva (Moscou, Russie)
- 1998 - Exposition personnelle à la galerie «Plus» (Moscou, Russie)
- 1998 - Exposition personnelle à la galerie «Atelier de l'artiste» (Moscou, Russie)
- 1998 - Foire Internationale des artistes «Arts Manège - 98» (Moscou, Russie)
- 1999 - 32e Salon d'Art d'Alfortville (France)
- 1999 - Exposition Personnelle (Paris, France)
- 2000 - 14e Salon d'Art de «Saint Maurice» (Paris, France)
- 2000 - 33e Salon d'Art d'Alfortville (Paris, France)
- 2001 - Exposition Personnelle (Paris, France)
- 2003 - Exposition Personnelle (Paris, France)
- 2005 - Exposition Personnelle (Paris, France)
- 2006/2007 - Participation à plusieurs expositions groupées
- 2009 - Exposition personnelle «Retour de l'enfant prodigue» - Vagan Vog - Patriarchié Proudi (Moscou, Russie)
- 2010 - Exposition personnelle «Lumière dans la fenêtre» à la maison des journalistes (Moscou, Russie)
- 2010 - Exposition personnelle «Retour»[2] (Erevan, Arménie)
- 2010 - Exposition personnelle (Paris, France))
- 2010 - Exposition groupée à la Galerie nationale (Erevan, Arménie)
- 2011 - Participation à l'exposition à la «Galerie Nationale d'Arts» (Erevan, Arménie)
- 2011 - Exposition personnelle «Blagodarenie» à la maison des journalistes[3] (Moscou, Russie)
- 2013 - Participation à l'exposition à la galerie «Souro» (Moscou, Russie)
- 2014 - Exposition personnelle «Quand on a que l'amour» consacré à la mémoire de la cantatrice Lusiné Zakaryan[4] (Moscou, Russie)

## littérature
- « Jornal France Arménie - La force apaisante des toiles de Nairi Grigorian », novembre / décembre 2002
- « Jornal Nouvelle d’Arménie »
- « Jornal Larousse Diffusion - GUID' ARTS COTATION des ARTISTES 2012 du XVe siècle a nos jours », 2012